# گل‌کوب پالاوان
گل‌کوب پالاوان (نام علمی: Prionochilus plateni) نام یک گونه از سرده گل‌کوب‌های ده‌پر است.